# ماجرای نیمروز: رد خون
رد خون یک فیلم ایرانی به کارگردانی محمدحسین مهدویان، نویسندگی حسین تراب نژاد و ابراهیم امینی و تهیه‌کنندگی سید محمود رضوی با سرمایه‌گذاری بنیاد سینمایی فارابی، شرکت توسعه کسب و کار توسکا در سال ۱۳۹۷ ساخته شد.
. این فیلم که دنباله ماجرای نیمروز (۱۳۹۵) است، در سی و هفتمین دوره جشنواره فیلم فجر رونمایی شد و با نامزدی در ۱۲ رشته این جشنواره، توانست ۳ سیمرغ بلورین به‌دست آورد.

## خلاصه داستان
روایت کلی این فیلم پیرامون اتفاقات بعد از پایان جنگ ایران و عراق در سال ۱۳۶۷ و فروغ جاویدان است. نیروهای امنیتی ایران متوجه حضور نفوذی‌های سازمان مجاهدین خلق پس از پذیرش قطعنامه ۵۹۸ توسط ایران در جبهه می‌شوند. با ارسال دو مأمور امنیتی به بغداد می‌خواهند قبل از شروع عملیات فروغ جاویدان، عباس زریباف فرمانده این عملیات را ترور کنند. اما داستان طور دیگری رقم می‌خورد.

## بازیگران
| بازیگر          | نقش               | توضیحات                                        |
| --------------- | ----------------- | ---------------------------------------------- |
| هادی حجازی‌فر    | کمال              | مأمور اطلاعات(رئیس بخش عملیات)                 |
| جواد عزتی       | صادق              | معاون وزارت اطلاعات                            |
| بهنوش طباطبایی  | سیما (خواهر لیلا) | همسر افشین، خواهر کمال                         |
| محسن کیایی      | افشین گوهری       | همسر سیما، رئیس بخش شنود اطلاعات               |
| هستی مهدوی      | زهره              | همسر عباس                                      |
| حسین مهری       | عباس              | عباس زریبافان، همسر زهره                       |
| مهدی زمین‌پرداز  | مسعود             | بازجو اطلاعات                                  |
| محمد عسگری      | ابراهیم           | مدیر کل وزارت اطلاعات                          |
| امیراحمد قزوینی | وحید نظری         | نفوذی سازمان مجاهدین خلق در اطلاعات، برادر هما |
| امیرحسین هاشمی  | محمدحسین شادکام   | مامور اطلاعات در عراق                          |
| حسین فلاح       | اسماعیل           | مامور اطلاعات کرمانشاه                         |
| پانیا منتجبی    | فاطمه             | فرزند سیما و افشین                             |
| پردیس منوچهری   | پرستار            | دوست سیما                                      |
| ملیکا پازوکی    | هما نظری          | خواهر وحید                                     |
| نیلوفر شهفری    |                   | همسر شادکام                                    |
| افسانه تهرانچی  |                   | مادر افشین                                     |
| مینا شجاعیان    | ساناز             | منافق                                          |
| احمد فرهنگ‌نیا   | علی صیاد شیرازی   | فرمانده عملیات مرصاد                           |

## ساخت
فیلمبرداری فیلم سینمایی رد خون به کارگردانی محمدحسین مهدویان در ۱۹ شهریورماه سال ۱۳۹۷ کلید خورد. این فیلم در تاریخ ۳ مهرماه ۱۳۹۸ اکران عمومی شد. فیلمنامه این اثر بعد از ۲۹ بار بازنویسی ساخته شده‌است. همچنین ۱۰۰ دستگاه خودروهای زرهی سبک و سنگین و روزانه چند صد هنرور و بعد از تمرین‌های فراوان برای ساخت این اثر استفاده شده‌است.

### شخصیت‌ها
شخصیت‌های اصلی تیم امنیتی در این فیلم رحیم (احمد مهران‌فر)، کمال (هادی حجازی‌فر)، صادق (جواد عزتی)، مسعود(مهدی زمین‌پرداز)، حامد (مهرداد صدیقیان) بودند که در سری دوم از این جمع کمال، صادق و مسعود حضور دارند. ضمن این که افشین (محسن کیایی) هم به این جمع اضافه شده‌است که در ادامه مشخص می‌شود شوهر خواهر کمال است. مهدویان با حفظ هادی حجازی‌فر و جواد عزتی از بازیگران اصلی قسمت اول این فیلم، از چهره‌های جدیدی دیگری در شخصیت زن از بهنوش طباطبایی و هستی مهدوی هم بهره برد. الناز شاکردوست از گزینه‌های اصلی ایفای نقش اصلی زن فیلم بود که به دلیل جراحی کمر حضورش در این فیلم منتفی شد.

## نقدها
روزبه کمالی، روزنامه‌نگار، در نقد این فیلم می‌گوید که «جای دژخیم و قربانی عوض شده؛ زندانبان، قربانی بی‌معرفتی و خیانت زندانی ناسپاس تصویر می‌شود. آیا این قرائت از تاریخ آشنا به نظر نمی‌رسد؟ سید علی خامنه‌ای، رهبر ایران، در واکنش به افشای نوار صوتی حسینعلی منتظری در نکوهش و محکومیت اعدام‌های ۱۳۶۷، هشدار داده بود که در قضاوت‌ها دربارهٔ دهه شصت، جای شهید و جلاد عوض نشود.» روزبه کمالی معتقد است که ماجرای نیمروز: رد خون را می‌توان لبیکی به این فراخوان خامنه‌ای قلمداد کرد.
محمد عبدی منتقد و پژوهشگر هنر، با اشاره به رویکرد ستایش‌گرانهٔ فیلم در قبال شخصی مثل سعید امامی، مضمون «ماجرای نیمروز» را به‌صراحت خطرناک و بی‌ارتباط با آفرینش هنری می‌داند.

## جوایز[۸]
| قسمت                          | نامزد            | نتیجه             |
| ----------------------------- | ---------------- | ----------------- |
| بهترین صداگذاری               | مهرشاد ملکوتی    | برنده             |
| بهترین طراحی لباس             | محمدرضا شجاعی    | برنده             |
| بهترین جلوه‌های ویژه میدانی    | ایمان کرمیان     | برنده             |
| بهترین فیلم                   | سید محمود رضوی   | نامزدشده          |
| بهترین کارگردانی              | محمدحسین مهدویان | نامزدشده          |
| بهترین بازیگر نقش اول زن      | بهنوش طباطبایی   | نامزدشده          |
| بهترین بازیگر نقش مکمل مرد    | جواد عزتی        | نامزدشده          |
| بهترین فیلمبرداری             | هادی بهروز       | نامزدشده          |
| بهترین تدوین                  | محمد نجاریان     | نامزدشده          |
| بهترین چهره‌پردازی             | شهرام خلج        | نامزدشده          |
| بهترین جلوه‌های ویژه بصری      | سینا قویدل       | نامزدشده          |
| بهترین فیلم از نگاه تماشاگران | سید محمود رضوی   | جزء پنج فیلم برتر |
| بهترین عکس                    | مجید طالبی       | نامزدشده          |

### هشتمین دوره جایزه سینمایی ققنوس
- ققنوس فیلم برگزیده از جشن سینما انقلاب (۱۳۹۷)[۹]

### بیستمین دوره جشن حافظ
| قسمت                                           | نامزد                                                                         | نتیجه    |
| ---------------------------------------------- | ----------------------------------------------------------------------------- | -------- |
| بهترین فیلم                                    | سید محمود رضوی                                                                | نامزدشده |
| بهترین کارگردانی                               | محمدحسین مهدویان                                                              | نامزدشده |
| بهترین فیلمنامه                                | محمدحسین مهدویان                                                              | نامزدشده |
| بهترین بازیگر مرد                              | هادی حجازی‌فر                                                                  | نامزدشده |
| بهترین بازیگر مرد                              | جواد عزتی                                                                     | نامزدشده |
| بهترین بازیگر زن                               | بهنوش طباطبایی                                                                | نامزدشده |
| بهترین موسیقی متن                              | حبیب خزائی‌فر                                                                  | نامزدشده |
| بهترین تدوین                                   | محمد نجاریان                                                                  | نامزدشده |
| بهترین فیلمبرداری                              | هادی بهروز                                                                    | نامزدشده |
| بهترین دستاورد فنی و هنری (طراحی جلوه‌های ویژه) | طراحی جلوه‌های ویژه میدانی: ایمان کریمیان، طراحی جلوه‌های ویژه بصری: سینا قویدل | نامزدشده |
| بهترین دستاورد فنی و هنری (طراحی صحنه و لباس)  | محمدرضا شجاعی                                                                 | نامزدشده |
| بهترین دستاورد فنی و هنری (طراحی صدا)          | صدابرداری: هادی ساعدمحکم، صداگذاری: مهرشاد ملکوتی                             | نامزدشده |

## نمایش خانگی
ماجرای نیمروز رد خون از تاریخ ۲۸ فروردین ۱۳۹۹ در شبکهٔ نمایش خانگی توزیع شده‌است.

### پربازدیدترین فیلم نمایش خانگی
این فیلم با ثبت هفده میلیون و صد هزار دقیقه تماشا در سه روز ابتدایی انتشار، پر بازدیدترین فیلم سیاسی اجتماعی شبکهٔ نمایش خانگی لقب گرفت. این رکورد تا پیش از این، در اختیار قسمت اول این فیلم به نام «ماجرای نیمروز» بود.